# Turistická značená trasa 7339
 Turistická značená trasa 7339 je 18,5 km dlouhá žlutě značená trasa Klubu českých turistů v okrese Chrudim spojující Slatiňany s Horním Bradlem. Její převažující směr je jihozápadní. Velká většina trasy se nachází na území CHKO Železné hory.

## Průběh trasy
Turistická trasa 7339 má svůj počátek v nadmořské výšce 269 m na nádraží ve Slatiňanech a zprvu vede západním směrem přes centrum města k místnímu zámku. V závěru tohoto úseku vede v krátkém souběhu s modře značenou trasou 1915 z Nasavrků do Chrudimi. Za rozcestím u zámku stoupá zámeckým parkem k jihozápadu v souběhu se zeleně značenou trasou 4303 vedoucí do Heřmanova Městce, za parkem již samostatně Slatiňanskou Třešňovkou kolem Vrchlického návrší k osadě Monako. Dále vede po silnici a posléze po lesní cestě do údolí Okrouhlického potoka, který v délce asi dvou kilometrů sleduje. Poté se odklání více k jihu a vystoupá do Šiskovic. Z nich pokračuje přibližně k jihu polními a lesními cestami a pěšinami do osady Slavice odkud po silnici klesá k hrázi Křižanovické přehrady, kterou přechází. Z ní trasa 7339 opět vystoupá z údolí do Hradiště částečně v souběhu se zeleně značenou trasou 4277 obsluhující zdejší oppidum a pokračující do údolí Chrudimky. Za Hradištěm stoupá trasa 7339 opět po silnici do Českých Lhotic v souběhu opět s modře značenou trasou 1915 vedoucí z Nasavrk k Sečské přehradě. Za Českými Lhoticemi vede trasa 7339 polními cestami po hřebeni Železných hor do osady Lupoměchy přičemž kříží silnici II/337. Za osadou vstupuje do lesa, míjí východně obec Krásné s dominantním televizním vysílačem a nakonec klesá do Horního Bradla, kde v nadmořské výšce 505 m končí, přičemž na ni přímo navazuje rovněž žlutě značená trasa 7351 do Bílku. Na stejném rozcestí končí rovněž i modře značená trasa 1915 přicházející sem od Sečské přehrady a vychází odsud červeně značená trasa 0450 do Třemošnice a zeleně značená trasa 4308 do Hlinska.

## Historie
- Mezi zámeckým parkem ve Slatiňanech a Monakem vedla trasa dříve západněji přes Kočičí hrádek
- Mezi údolím Okrouhlického potoka a Hradištěm vedla trasa dříve východněji přes Trpišov, Práčov, dále východním okrajem Slavické obory k Pekelskému mlýnu a dále ve směru dnešní trasy 4277.
- V Českých Lhoticích vedla trasa dříve zemědělským areálem, dnes jej obchází ze západu.[2]

## Turistické zajímavosti na trase
- Klášter Slatiňany
- Zámek Slatiňany s hipologickým muzeem
- Morový sloup u slatiňanského zámku
- Kostel svatého Martina ve Slatiňanech
- Slatiňanská Třešňovka
- Skalní útvar Vrchlického návrší
- Přírodní rezervace Krkanka
- Křižanovická přehrada
- Oppidum České Lhotice
- Pomník Mistra Jana Husa v Hradišti
- Evangelický kostel v Hradišti
- Pomník obětem 1. světové války v Českých Lhoticích
- Vysílač Krásné
- Kaple Panny Marie v Horním Bradle